# عدو الشعب (فلم)
عدو الشعب (بالإنجليزية: The Public Enemy) هو فيلم دراما أمريكي من إخراج ويليام آيه. ويلمان وبطولة جيمس كاغني، جين هارلو، دونالد كوك وجوان بلونديل، صدر الفيلم في 23 أبريل 1931.

## روابط خارجية
- عدو الشعب على موقع IMDb (الإنجليزية)
- عدو الشعب على موقع ميتاكريتيك (الإنجليزية)
- عدو الشعب على موقع الموسوعة البريطانية (الإنجليزية)
- عدو الشعب على موقع روتن توميتوز (الإنجليزية)
- عدو الشعب على موقع نتفليكس (الإنجليزية)
- عدو الشعب على موقع ألو سيني (الفرنسية)
- عدو الشعب على موقع Turner Classic Movies (الإنجليزية)
- عدو الشعب على موقع أول موفي (الإنجليزية)
- عدو الشعب على موقع فيلمافينيتي (الإسبانية)
- عدو الشعب على موقع قاعدة بيانات الأفلام السويدية (السويدية)